# Džao Nanči
Džao Nanči (kitajsko: 趙南起; pinjin: Zhao Nanqi), kitajski general, * 20. april 1927, Čeongvon, Japonska Koreja, † 17. junij 2018, Peking, Ljudska republika Kitajska.
Džao Nanči je bil sekretar KPK v Ljudski osvobodilni vojski (1987-92) in predsednik Akademije vojaških znanosti Ljudske osvobodilne vojske (1992-1995).
Bil je tudi član 12., 13. in 14. centralnega komiteja Komunistične partije Kitajske.